# 阿曼·耶瑞姆揚
阿曼·耶瑞姆揚（1986年1月29日—）是一名亞美尼亞跆拳道運動員，曾代表國家參加2012年倫敦奧運的80公斤級跆拳道比賽，結果在復活賽階段落敗，並未獲得獎牌。